# Final Exit
Final Exit: The Practicalities of Self-Deliverance and Assisted Suicide for the Dying (Sortida final: Aspecte pràctic de la mort per autoalliberament i suïcidi assistit), és un llibre escrit pel periodista Derek Humphry, publicat el 1991.
Humphry, fundador de la Societat Hemlock de Califòrnia i expresident de la Federació Mundial de Societats pel Dret a Morir, va escriure el llibre com un manual per a malalts en fase terminal que desitgen posar fi a la seva vida.
Final Exit tracta diversos aspectes sobre el planejament de l'"autoalliberament" i els problemes i preocupacions que aquest presenta, des de la seguretat de la decisió, passant per l'acurada protecció davant de qualsevol persona que pugui rescatar la persona durant l'execució del suïcidi, fins als preparatius legals i financers. El treball, però, s'enfoca sobretot en els avantatges i inconvenients de diversos mètodes de suïcidi.
L'obra va resultar polèmica, no tan sols a causa del debat sobre l'eutanàsia, sinó també perquè la informació que conté el llibre pot ser usada per qualsevol persona, no només per pacients amb malalties en fase terminal.
L'any 2000 es va publicar un suplement al llibre, amb un nou capítol sobre un mètode que requereix l'ús d'heli, com una alternativa sense necessitat de drogues controlades per prescripció mèdica.

## Ressò del llibre
Final Exit ha estat traduït a dotze idiomes i està prohibit per llei només a França. El 2014 es va imprimir la tercera edició en anglès. L'any 1991 va estar 18 setmanes a la llista de bestsellers del New York Times.
L'abril de 2007, els editors i crítics literaris del diari nacional dels Estats Units USA Today seleccionaren Final Exit com un dels 25 llibres més memorables del darrer quart de segle.
L'etnòleg Peter Singer el va incloure en una llista dels seus deu llibres preferits a The Guardian.

## Edicions
- Humphry, Derek (1991). Final Exit: The Practicalities of Self-Deliverance and Assisted Suicide for the Dying. ISBN 0-9606030-3-4.
- Humphry, Derek (2000). Supplement to Final Exit. ISBN 978-0963728036.
- Humphry, Derek (2002). Final Exit: The Practicalities of Self-Deliverance and Assisted Suicide for the Dying, 3rd edition. ISBN 0-385-33653-5. Delta Trade Paperback. Revised and updated.
- Humphry, Derek (2002). Let Me Die Before I Wake & Supplement to Final Exit. ISBN 978-1401102869.
- Humphry, Derek (2008) "Good Life, Good Death: Memoir of an investigative reporter and pro-choice advocate. Hardcopy and eBook. ISBN 978-0-9768283-3-4.
- Fear Factory (2010). The song "Final Exit" off of Mechanize.